# Южный Ланао
Южный Ланао (себ. Habagatang Lanaw, таг. Timog Lanaw) — провинция Филиппин в Автономный pегион Бангсаморо в Mусульманском Минданао. Административный центр — город Марави.

## География
Провинция расположена в северо-западной части острова Минданао в районе озера Ланао, крупнейшего на острове. Граничит с провинциями Северный Ланао, Букиднон, Магинданао и Котабато. На юго-востоке территория провинция выходит к бухте Ильяна — ответвлению более крупного залива Моро.
В рельефе преобладают невысокие круглые холмы, равнины, встречаются озера. Климат влажный, осадки выпадают равномерно в течение года. Провинция лежит вне зоны действия тайфунов.

## История
Название Ланао происходит от местного слова (на языке маранао) «ранао» — вода. Этноним маранао значит «озёрные жители». Провинция Южный Ланао составляла единое целое вместе с Северным Ланао, они были разделены в 1959 году административным центром Южного Ланао стал город Марави. До этого факта обе провинции имеют общую историю (см. Северный Ланао).

### Султанаты Ланао
На территории нынешних провинций Южный и Северный Ланао, а также Сулу и Магинданао, в древности существовали султанаты. В 1520 году первым султаном Магинданао был провозглашен Шариф Кабунгсуан. Это связано с проникновением ислама, который проповедовали миссионеры, приезжавшие из Аравии, Индии, Малайзии.
Но в Ланао, как и в соседних провинциях, система султанатов не была централизованной. Существовало несколько царских домов.
Система султанатов Ланао пережила колониализм, дожив до сегодняшнего дня, и существует, несмотря на то, что она не признана официально и не одобряется правительством. По современной конституции титулы и деление граждан по знатности запрещены. Но этот элемент культуры остается наследием самобытной культуры мусульманских народов моро.
В настоящее время фактически существуют 16 королевских домов (то есть семей).

## Население
В провинции распространены языки маранао, себуано, тагальский, а также арабский и английский.

## Административное деление
В административном отношении делится на 39 муниципалитет и 1 город:

### Город
- Марави (Marawi City)

### Муниципалитеты
- Баколод-Калави (Bacolod-Kalawi)
- Балабаган (Balabagan)
- Балиндонг (Balindong)
- Байянг (Bayang)
- Бинидайян (Binidayan)
- Буадипосо-Бунтонг (Buadiposo-Buntong)
- Бубонг (Bubong)
- Бумбаран (Bumbaran)
- Бутиг (Butig)
- Каланогас (Calanogas)
- Дитсаан-Рамаин (Ditsaan-Ramain)
- Ганасси (Ganassi)
- Капаи (Kapai)
- Капатаган (Kapatagan)
- Лумба-Байябао (Lumba-Bayabao)
- Лумбака-Унайян (Lumbaca-Unayan)
- Лумбатан (Lumbatan)
- Лумбайянаге (Lumbayanague)
- Мадалум (Madalum)
- Мадамба (Madamba)
- Магинг (Maguing)
- Малабанг (Malabang)
- Марантао (Marantao)
- Марогонг (Marogong)
- Масиу (Masiu)
- Мулондо (Mulondo)
- Пагайяван (Pagayawan)
- Пиагапо (Piagapo)
- Пиконг (Picong)[1]
- Поона Байябао (Poona Bayabao)
- Пуалас (Pualas)
- Сагиаран (Saguiaran)
- Султан Думалондонг (Sultan Dumalondong)
- Таголоан II (Tagoloan II)
- Тампаран (Tamparan)
- Тарака (Taraka)
- Тубаран (Tubaran)
- Тугайя (Tugaya)
- Вао (Wao)